# Голям мравояд
Големият мравояд (Myrmecophaga tridactyla), също гигантски мравояд, е най-големият по размер представител на групата на непълнозъбите. Той обитава Южна Америка и води скитнически начин на живот. Живее както в сухи, така и в блатисти райони и е отличен плувец. Храни се предимно с термити или с мравки. Дължината му е 1,6-2,5 m, височината достига 60 cm, масата му е 30-50 кг и живее до 15 години.
Той се придвижва само по земята и не умее да се катери по дървета. Има дълги нокти на крайниците, с които се защитава от враговете си. Езикът му е дълъг 60 cm и с него улавя всеки ден около 30 000 насекоми.
Той има огромни слюнни жлези, които му помагат да хване и изяде термити. Използвайки големите си нокти, животно прави дупка в термитника, за да може да подаде вътре тръбовидната си уста. Мравоядът не отделя повече от 3 минути на всеки термитник.